# Chartreuse de Padoue
La Chartreuse Saint-Jérôme et Saint-Bernard de Padoue est un ancien monastère de chartreux situé à Padoue, puis transféré à Vigodarzere en Italie. Partiellement en ruine, la structure reste remarquable du point de vue de l'architecture monastique du XVIe siècle.

## Histoire
La chartreuse des Saints-Jérôme-et-Bernard de Padoue est fondée par le testament de Pierre Donato, évêque de Padoue, en 1448 ; dès l’année suivante, son successeur met à la disposition de la fondation une abbaye de cisterciennes supprimée, où une communauté peut s’installer dès 1451. Mais lors du siège de Padoue en 1509 par l’empereur Maximilien, le monastère sert à l'assiégeant, de sorte qu'en 1510, la municipalité exige sa démolition pour assurer sa sûreté militaire.  
Réfugiés dans une de leurs fermes, les chartreux reconstruisirent leur monastère à Vigodarzere à partir de 1534 dans un méandre de la rivière Brenta, sur le terrain que l'évêque a donné à l'Ordre. De 1534 à 1560, grâce au travail de deux architectes de l'époque, Andrea Moroni (it) et Andrea da Valle (it), les bâtiments de style palladien sont achevés. Les religieux  s'installent dans le nouveau bâtiment à partir de l'année suivante. Même si la construction est imposante et représente un centre de culture et de méditation remarquable, le nombre de moines présents n'est jamais élevé et c’est une petite communauté pauvre.  
Elle est supprimée par la république de Venise en 1768. Les chartreux se réfugient dans la chartreuse de Venise ou la chartreuse de Trévise.  
Le monastère, dépouillé de tous les biens confisqués par la Sérénissime, est acheté par le marquis Lambro Maruzzi, un vénitien de religion orthodoxe. Après 10 ans d'abandon en 1780, Antonio Zigno devient le nouveau propriétaire et  démoli une aile entière, une partie du cloître, le clocher, les chapelles et le dôme de l'église, transformant le bâtiment principal en maison de campagne, la Villa Zigno, avec ferme et entrepôts agricoles. Les héritiers transforment la chartreuse en partie en une demeure seigneuriale de style médiéval et en partie en une filature liée à l'élevage du ver à soie. Les comtes Passi di Preposulo héritent de la propriété de la famille Zigno dans les années 1900, sans toutefois trouver les ressources pour la restaurer. 
Pendant la première guerre mondiale, la chartreuse est utilisée comme caserne et comme hôpital militaire. Pendant la période fasciste, les propriétaires font de la chartreuse une colonie pour les plus nécessiteux. Pendant la deuxième guerre mondiale, la chartreuse subit une nouvelle occupation militaire et est même utilisée comme poudrière.   
Après la guerre, de nombreuses familles sans abri à la suite du bombardement de Padoue trouvent un logement temporaire dans les cellules des moines. Par la suite, la chartreuse est utilisée exclusivement comme cave et comme ferme, malheureusement de nombreuses pièces sont gravement dégradées ou abandonnées.

## Personnalités liées à la chartreuse

### Prieurs
- 1449-1453 : Mariano Tomasi de Volterra (†1453), né à Volterra, fait profession à la chartreuse de Florence. Il en est procureur quand il est nommé protoprieur de celle de Venise. Il le resta peu et devient procureur de cette maison. En 1449, il fut nommé recteur de la nouvelle fondation de Padoue et devient prieur l’année suivante.

- 1471-1473 ? : Jean de Dieu ou de Venise (†1483), profès de la chartreuse de Venise, en devient prieur, puis de Padoue.

- 1498-1504 : Antoine Suriano (~1450-†1508), né vers 1450 de famille noble à Venise, il fait profession à la chartreuse de Venise, prieur de 1487 à 1498, puis à Padoue de 1498 à 1504 et visiteur de la province de Toscane. Nommé patriarche de Venise le 27 novembre 1504. il meurt le 19 mai 1508[4].

- Barthélemy Scala  (†1652), né à Sienne de famille noble en 1571, il fait profession à la chartreuse de Florence en 1596. Il est prieur de cette maison et de celles de Vedana, Padoue, Pise et Maggiano et Florence.

- Bernard Pellicioni (†1646), né à Saxuli, près de Modène, il est d’abord capucin. Il fait profession à la chartreuse de Bologne et devient successivement prieur des maisons de Bologne, Vedana, Padoue, Maggiano et Farneta où il mourut le 27 juin 1646.